# 王大华
王大华（1916年—1976年），男，河南新县人，中华人民共和国军事人物，中国人民解放军少将。曾获二级八一勋章、二级独立自由勋章、二级解放勋章。